# Albrecht Schneider
Albrecht Schneider (* 30. März 1949 in Bad Neuenahr) ist ein deutscher Musikwissenschaftler.

## Leben
Nach der Promotion zum Dr. phil. in Bonn 1977 und Habilitation in Bratislava war er von 1983 bis 2012 Professor (C2) für Systematische Musikwissenschaft in Hamburg.

## Schriften (Auswahl)
- Musikwissenschaft und Kulturkreislehre. Zur Methodik und Geschichte der Vergleichenden Musikwissenschaft. Bonn 1976, OCLC 1040611735
- Analogie und Rekonstruktion. Studien zur Methodologie der Musikgeschichtsschreibung und zur Frühgeschichte der Musik. Bonn 1984, ISBN 3-922626-40-8.
- Skala – Tonhöhe – Klang. Akustische, tonometrische und psychoakustische Studien auf vergleichender Grundlage. Bonn 1997, ISBN 3-922626-89-0.
- als Herausgeber: Studies in Musical Acoustics and Psychoacoustics. Cham 2017, ISBN 3-319-47291-7.